# Vụ nổ tại Quân khu 7 2024
Tại Trường bắn Quốc gia khu vực 3 ở xã Xuân Tâm, tỉnh Đồng Nai, vào lúc 20:27 ngày 2 tháng 12 năm 2024 đã xảy ra một vụ nổ lớn khiến 12 quân nhân thuộc Tiểu đoàn 17, Sư đoàn 5, Quân khu 7 thiệt mạng. Vụ nổ xảy ra trong quá trình diễn tập tác chiến phòng thủ tại Quân khu 7 năm 2024, khai mạc chỉ một ngày trước đó. Phần lớn thi thể đã tìm thấy cùng với danh tính của 12 người nhanh chóng được xác định. Lễ tang cho các liệt sĩ trong vụ nổ đã tổ chức ngày 8 tháng 12 cùng năm. 
Sự cố sau khi xảy ra đã gây chấn động trong dư luận xã hội và thu hút nhiều phản ứng khác nhau. Lý do được chính quyền đưa ra cho vụ nổ là bởi "sét đánh gây kích nổ kíp nổ bằng điện làm khối thuốc nổ phát nổ". Tuy nhiên giải thích này đã bị các chuyên gia cùng dư luận trong và ngoài nước nghi ngờ và bác bỏ, cáo buộc phía quân đội Việt Nam đã "bịa đặt" nhằm che giấu sự yếu kém trong công tác tổ chức và huấn luyện dẫn tới tai nạn.

## Diễn biến
Vào chiều ngày 1 tháng 12 năm 2024, Bộ Quốc phòng (BQP) đã tổ chức khai mạc "Diễn tập tác chiến phòng thủ Quân khu 7 năm 2024". Sự kiện có sự tham dự chỉ đạo và phát biểu khai mạc diễn tập của Đại tướng Phan Văn Giang, Ủy viên Bộ Chính trị khóa XIII, Phó Bí thư Quân ủy Trung ương (QUTW), Bộ trưởng Bộ Quốc phòng. Nhân sự ban Chỉ đạo diễn tập tại thời điểm gồm có:
- Đại tướng Nguyễn Tân Cương, Ủy viên BCHTW Đảng, Ủy viên Thường vụ QUTW, Tổng Tham mưu trưởng Quân đội nhân dân Việt Nam (QĐNDVN), Thứ trưởng BQP. Trưởng ban Chỉ đạo diễn tập.
- Thượng tướng Huỳnh Chiến Thắng, Ủy viên BCHTW Đảng, Phó Tổng tham mưu trưởng QĐNDVN. Phó trưởng ban Chỉ đạo diễn tập.
- Thượng tướng Nguyễn Văn Nghĩa, Phó Tổng tham mưu trưởng QĐNDVN. Phó trưởng ban Chỉ đạo diễn tập.
- Trung tướng Phạm Trường Sơn, Phó Tổng tham mưu trưởng QĐNDVN. Phó trưởng ban Chỉ đạo diễn tập.
- Trung tướng Trương Thiên Tô, Phó Chủ nhiệm Tổng cục Chính trị QĐNDVN. Phó trưởng ban Chỉ đạo diễn tập.

Cuộc diễn tập tiến hành từ ngày 1 đến ngày 4 tháng 12 cùng năm, với sự tham gia của các cơ quan, đơn vị lực lượng vũ trang và địa phương trên địa bàn Quân khu 7 cùng nhiều quân chủng, binh chủng, cơ quan, đơn vị trực thuộc Bộ. Đây là sự kiện diễn tập được BQP tổ chức trên quy mô lớn để kiểm tra, đánh giá khả năng sẵn sàng chiến đấu của lực lượng quân khu. Quá trình diễn tập dự kiến sẽ trải qua 3 giai đoạn: Từ "chuyển trạng thái sẵn sàng chiến đấu" sang "chuẩn bị tác chiến phòng thủ" và cuối cùng là "thực hành tác chiến phòng thủ với 7 vấn đề huấn luyện cơ bản".

### Vụ nổ
Vào lúc 20:27 ngày 2 tháng 12 năm 2024 tại Trường bắn quốc gia khu vực 3 đặt tại xã Xuân Lộc, tỉnh Đồng Nai đã xảy ra một vụ nổ lớn. Theo thông tin chính thức từ Thông tấn Quân sự, trong quá trình thực hiện nhiệm vụ vận chuyển thuốc nổ ra vị trí tập kết đã xảy ra "mưa to, sấm sét". Tổ công tác gồm một số quân nhân thuộc Tiểu đoàn 17, Sư đoàn 5 (Tiểu đoàn công binh) tạm dừng, nghỉ giải lao gần địa điểm cất giữ vật liệu nổ thì đột nhiên khối thuốc nổ phát nổ làm các quân nhân tử vong ngay tại chỗ. Ngay khi xảy ra, chỉ huy đơn vị đã có mặt tại hiện trường để xử lý vụ việc. Tổng số quân nhân thương vong là 12 người, đến ngày 4 tháng 12 cùng năm đã tìm thấy phần lớn thi thể. Nguyên nhân ban đầu được xác định là do "sét đánh gây kích nổ kíp nổ bằng điện làm khối thuốc nổ phát nổ".
Trong số 12 người thiệt mạng, 7 người thuộc đợt nhập ngũ tháng 2 năm 2023 và 5 người còn lại nhập ngũ tháng 2 năm 2024. Danh sách 12 quân nhân tử nạn trong vụ nổ được chính quyền xác định bao gồm:
| Số thứ tự | Họ tên               | Tuổi | Cấp bậc hàm (trước khi xảy ra vụ nổ) | (Chức vụ) Đơn vị công tác                                                    | Nguyên quán/Trú quán                                                | Nguồn         |
| --------- | -------------------- | ---- | ------------------------------------ | ---------------------------------------------------------------------------- | ------------------------------------------------------------------- | ------------- |
| 1         | Đặng Quốc Bình       | 20   | Trung sĩ                             | Tiểu đội trưởng, Trung đội 7, Đại đội 3, Tiểu đoàn 17, Sư đoàn 5, Quân khu 7 | Xã Hải Lạng, huyện Tiên Yên, tỉnh Quảng Ninh                        | [ 12 ] [ 13 ] |
| 2         | Nguyễn Bùi Trường An | 22   | Binh nhất                            | Chiến sĩ, Trung đội 7, Đại đội 3, Tiểu đoàn 17, Sư đoàn 5, Quân khu 7        | Phường Vỹ Dạ, thành phố Huế, tỉnh Thừa Thiên Huế                    | [ 12 ] [ 13 ] |
| 3         | Trịnh Doãn Thế Anh   | 19   | Binh nhất                            | Chiến sĩ, Trung đội 7, Đại đội 3, Tiểu đoàn 17, Sư đoàn 5, Quân khu 7        | Xã Phú Xuân, huyện Thọ Xuân, tỉnh Thanh Hoá                         | [ 12 ] [ 13 ] |
| 4         | Hồng Chí Tài         | 19   | Binh nhất                            | Chiến sĩ, Trung đội 7, Đại đội 3, Tiểu đoàn 17, Sư đoàn 5, Quân khu 7        | Xã Đại Phước, huyện Nhơn Trạch, tỉnh Đồng Nai                       | [ 12 ] [ 13 ] |
| 5         | Trương Văn Tiến      | 25   | Binh nhất                            | Chiến sĩ, Trung đội 7, Đại đội 3, Tiểu đoàn 17, Sư đoàn 5, Quân khu 7        | Xã Thanh An, huyện Dầu Tiếng, tỉnh Bình Dương                       | [ 12 ] [ 13 ] |
| 6         | Thông Minh Kiệt      | 20   | Binh nhất                            | Chiến sĩ, Trung đội 7, Đại đội 3, Tiểu đoàn 17, Sư đoàn 5, Quân khu 7        | Xã Tân Thuận, huyện Hàm Thuận Nam, tỉnh Bình Thuận                  | [ 12 ] [ 13 ] |
| 7         | Võ Thanh Hiếu        | 20   | Binh nhất                            | Chiến sĩ, Trung đội 8, Đại đội 3, Tiểu đoàn 17, Sư đoàn 5, Quân khu 7        | Xã Tân Thuận, huyện Hàm Thuận Nam, tỉnh Bình Thuận                  | [ 12 ] [ 13 ] |
| 8         | Phạm Ngọc Hiếu       | 24   | Binh nhất                            | Chiến sĩ, Trung đội 8, Đại đội 3, Tiểu đoàn 17, Sư đoàn 5, Quân khu 7        | Xã Duy Vinh, huyện Duy Xuyên, tỉnh Quảng Nam (sống tại Bình Thuận)  | [ 12 ] [ 13 ] |
| 9         | Lâm Hoàng Nhật       | 21   | Binh nhất                            | Chiến sĩ, Trung đội 8, Đại đội 3, Tiểu đoàn 17, Sư đoàn 5, Quân khu 7        | Phường Bửu Long, thành phố Biên Hoà, tỉnh Đồng Nai                  | [ 12 ] [ 13 ] |
| 10        | Nguyễn Hồ Gia Huy    | 19   | Binh nhất                            | Chiến sĩ, Trung đội 9, Đại đội 3, Tiểu đoàn 17, Sư đoàn 5, Quân khu 7        | Thị trấn Gò Dầu, huyện Gò Dầu, tỉnh Tây Ninh (sống tại Bình Thuận)  | [ 12 ] [ 13 ] |
| 11        | Bùi Hy Lạp           | 20   | Binh nhất                            | Chiến sĩ, Trung đội 9, Đại đội 3, Tiểu đoàn 17, Sư đoàn 5, Quân khu 7        | Xã Quỳnh Thanh, huyện Quỳnh Lưu, tỉnh Nghệ An (sống tại Bình Thuận) | [ 12 ] [ 13 ] |
| 12        | Nguyễn Trọng Hòa     | 19   | Binh nhất                            | Chiến sĩ, Trung đội 9, Đại đội 3, Tiểu đoàn 17, Sư đoàn 5, Quân khu 7        | Xã Nghi Thạch, huyện Nghi Lộc, tỉnh Nghệ An (sống tại Bình Thuận)   | [ 12 ] [ 13 ] |

Ngày 4 tháng 12 năm 2024, Sư đoàn 5, Quân khu 7 đã quyết định truy thăng quân hàm đối với 12 liệt sĩ hy sinh trong diễn tập tác chiến phòng thủ Quân khu 7. Trong đó, truy thăng quân hàm từ Trung sĩ lên Thượng sĩ đối với quân nhân Đặng Quốc Bình; truy thăng quân hàm vượt bậc từ Binh nhất lên Trung sĩ đối với 11 đồng chí quân nhân còn lại, tất cả thuộc Tiểu đoàn 17, Sư đoàn 5.

## Phản ứng

### Chính quyền Việt Nam
Theo thông báo từ Bộ Quốc phòng, Bộ đã chỉ đạo Bộ tư lệnh Quân khu 7 chỉ đạo các cơ quan, đơn vị nhanh chóng tổ chức khám nghiệm hiện trường, tìm kiếm nạn nhân và điều tra vụ việc. Đồng thời động viên, chia sẻ đau thương mất mát đối với các gia đình quân nhân và làm công tác chính sách cho số đồng chí tử nạn. Ngày 5 tháng 12 năm 2024, Thủ tướng Phạm Minh Chính ban hành công điện số 126/CĐ-TTg về vụ tai nạn trong lúc diễn tập tại Quân khu 7. Ngoài bày tỏ lời chia buồn đến gia đình, thân nhân các quân nhân, ông yêu cầu Bộ Quốc phòng, Bộ Lao động – Thương binh và Xã hội và Chủ tịch Ủy ban nhân dân tỉnh Đồng Nai phối hợp thăm hỏi động viên với gia đình, giải quyết chế độ chính sách và tổ chức mai táng, nhanh chóng khắc phục hậu quả. Bên cạnh đó phải tập trung làm rõ nguyên nhân vụ việc, rà soát quy trình tổ chức diễn tập và rút kinh nghiệm, ổn định tư tưởng cho các cán bộ còn lại trong lực lượng.
Ngày 5 tháng 12 năm 2024, Phó Thủ tướng Thường trực Nguyễn Hòa Bình đã ký quyết định của Thủ tướng Chính phủ về việc cấp Bằng "Tổ quốc ghi công" cho 12 liệt sĩ Quân khu 7 tử nạn trong khi đang làm nhiệm vụ. Ngày 6 tháng 12, Bí thư thứ nhất Trung ương Đoàn Thanh niên Cộng sản Hồ Chí Minh Bùi Quang Huy ký Quyết định về việc truy tặng Huy hiệu Tuổi trẻ dũng cảm cho 12 quân nhân là đoàn viên đã "dũng cảm hy sinh trong khi thực hiện nhiệm vụ diễn tập tác chiến phòng thủ Quân khu 7". Đến ngày 7 tháng 12 cùng năm, Chủ tịch nước Lương Cường tiếp tục ký Quyết định số 1407/QĐ-CTN truy tặng Huân chương Bảo vệ Tổ quốc hạng Ba cho 12 liệt sĩ thuộc Tiểu đoàn 17, Sư đoàn 5, Quân khu 7, Bộ Quốc phòng vì "đã có thành tích xuất sắc đột xuất trong thực hiện nhiệm vụ diễn tập chiến đấu, góp phần vào sự nghiệp xây dựng chủ nghĩa xã hội và bảo vệ Tổ quốc".
Sáng ngày 8 tháng 12 năm 2024, Đảng ủy, Bộ Tư lệnh Quân khu 7 đã tổ chức lễ tang cho 12 chiến sĩ tại Nhà tang lễ Quốc gia phía Nam. Mở đầu buổi lễ, gia đình thân nhân thay mặt lên nhận các huy hiệu, huân chương do chính quyền truy tặng. Chủ tịch nước Lương Cường và Thủ tướng Phạm Minh Chính đã gửi vòng hoa tới lễ viếng tang. Đến viếng còn có các nguyên lãnh đạo Đảng, Nhà nước gồm nguyên Thủ tướng Nguyễn Tấn Dũng, nguyên Chủ tịch nước Trương Tấn Sang, nguyên Chủ tịch nước Nguyễn Minh Triết, nguyên Thường trực Ban Bí thư Lê Hồng Anh. Đoàn viếng tang của BQP do Thượng tướng Võ Minh Lương, Thứ trưởng Bộ Quốc phòng, làm trưởng đoàn. Đoàn đại biểu Thành phố Hồ Chí Minh dẫn đầu là Bí thư Thành ủy Nguyễn Văn Nên. Sau lễ truy điệu, các quân nhân được đưa về an táng tại nghĩa trang liệt sĩ ở tỉnh quê nhà.

### Truyền thông dư luận
Theo ghi nhận từ BBC Tiếng Việt, vụ nổ sau khi xảy ra đã "gây chấn động" trong dư luận. Thông tin về tai nạn ngay lập tức lan truyền trên các trang mạng xã hội trong nước. Báo chí Việt Nam bị cho là đã cố tình mập mờ về tình trạng của 12 quân nhân sau vụ nổ khi ghi họ đang "mất tích" thay vì đã tử vong; vụ nổ cũng chỉ được đưa tin sau 2 ngày và với nội dung "rất ngắn" bởi Thông tấn xã Việt Nam vào khuya ngày 4 tháng 12. Các tờ báo quân đội sau đó đã xóa phần lớn bài viết về buổi khai mạc diễn tập ngày 1 tháng 12 cùng năm. Cái chết của các chiến sĩ chỉ chính thức được xác nhận khi có tin "cấp bằng Tổ quốc ghi công cho 12 quân nhân hi sinh" từ phía chính quyền. Đại tướng Nguyễn Tân Cương, Trưởng ban chỉ đạo diễn tập, đã có buổi làm việc với Quân khu 7 sáng ngày 4 tháng 12. Tuy nhiên báo chí đưa tin nội dung làm việc chỉ liên quan tới công tác chuẩn bị Đại lễ 30 tháng 4 năm 2025, không đề cập gì về vụ nổ chết người. Tính nghiêm trọng của vụ việc khi để xảy ra thương vong lớn trong quân đội giữa thời bình đã thu hút nhiều phản ứng khác nhau. Đa số người dân đều bày tỏ tiếc thương và chia sẻ mất mát với gia đình quân nhân; số khác đặt dấu hỏi về nguyên do của vụ nổ và yêu cầu điều tra, làm rõ trách nhiệm những người có liên quan tới vụ việc.
Khác với giải thích từ BQP là do "sét đánh", nhiều ý kiến đã nghi ngờ vụ nổ xảy ra xuất phát từ yếu tố con người và cáo buộc công tác huấn luyện lẫn quản lý yếu kém trong quân đội góp phần chính vào sự cố đáng tiếc. Một số cựu binh trong quân đội Việt Nam, trả lời với các kênh truyền thông đối lập với chính quyền, cho biết khi vận chuyển, bảo quản thuốc nổ buộc phải tách rời kíp nổ, không bao giờ gắn kíp sẵn. Việc gắn kíp chỉ được thực hiện khi có lệnh sử dụng tại tuyến bắn trước khi tiến vào trận địa. Ngoài ra, các vũ khí thường ở trong tình trạng niêm phong nên dù có xảy ra mưa gió, sét đánh trúng, địa hình bất lợi cũng khó xảy ra việc phát nổ đột ngột. Vì vậy, rất có thể những kíp nổ đã được lắp sẵn vào các khối thuốc nổ trước khi đem ra vận chuyển. Lý do mà BQP đưa ra cũng bị chỉ điểm sai sót, khi việc trú mưa cạnh khối thuốc nổ lớn trên thực tế là hành động "sai nguyên tắc", cộng với việc buổi tập vẫn diễn ra dù trời đang mưa bão, sấm sét. Loại thuốc nổ được dùng vào hôm xảy ra vụ nổ không được công bố, song theo nhà nghiên cứu quân sự Colin Smith từ Tổ chức RAND, có thể buổi diễn tập đã sử dụng loại thuốc nổ TNT thay vì C-4 vì giá thành rẻ hơn và tai nạn xảy ra là do sơ suất, không tuân thủ quy trình an toàn thuốc nổ. Ông cũng nhấn mạnh vào trường hợp sét đánh vào lượng lớn thuốc nổ C-4, kết hợp ma sát cao và liều nổ gây kích nổ, dù tỷ lệ này là rất ít.